# Silvio Pellico (Argentina)
Silvio Pellico è una città dell'Argentina nella provincia di Córdoba. 
La città conta 649 abitanti (secondo il censimento effettuato nel 2015) a circa 37 km dalla città di Villa María.
La festa patronale viene celebrata il 15 agosto, in onore della Vergine Assunta.
L'insediamento è stato fondato nel 1894 da emigranti originari di Saluzzo, centro abitato in Piemonte che diede i natali al patriota italiano ottocentesco Silvio Pellico.

## Storia
Pietro Fraire, un commerciante di origine italiana, fondò la colonia nel 1884. La colonia fu popolata da immigrati provenienti da Saluzzo, città di origine di Fraire. Il nome della colonia venne dato in onore dello scrittore e patriota Silvio Pellico. A Silvio Pellico il 75% della popolazione discendente dei primi coloni piemontese specialmente di Torino e Saluzzo. I cognomi tipici sono Conrero, Demarchi, Nicolino, Ravarino. Nella cittadina c'è anche una presenza tedesca , si stima che il 5-7% abbia dei antenati di origine tedesca.